# Geum calthifolium
Geum calthifolium är en rosväxtart som beskrevs av Archibald Menzies och James Edward Smith. Geum calthifolium ingår i släktet nejlikrotsläktet, och familjen rosväxter.

## Underarter
Arten delas in i följande underarter:
- G. c. calthifolium
- G. c. nipponicum

## Bildgalleri

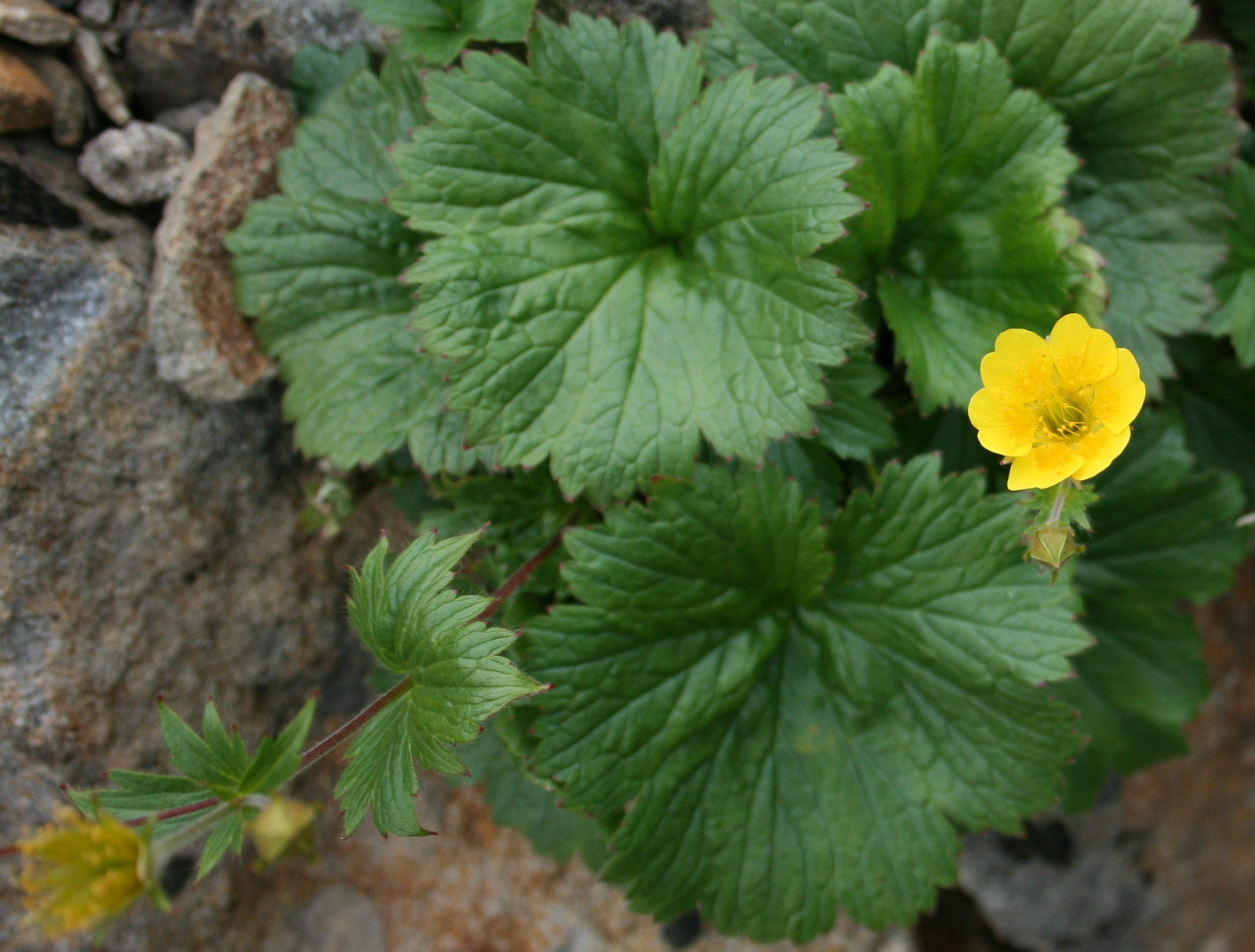
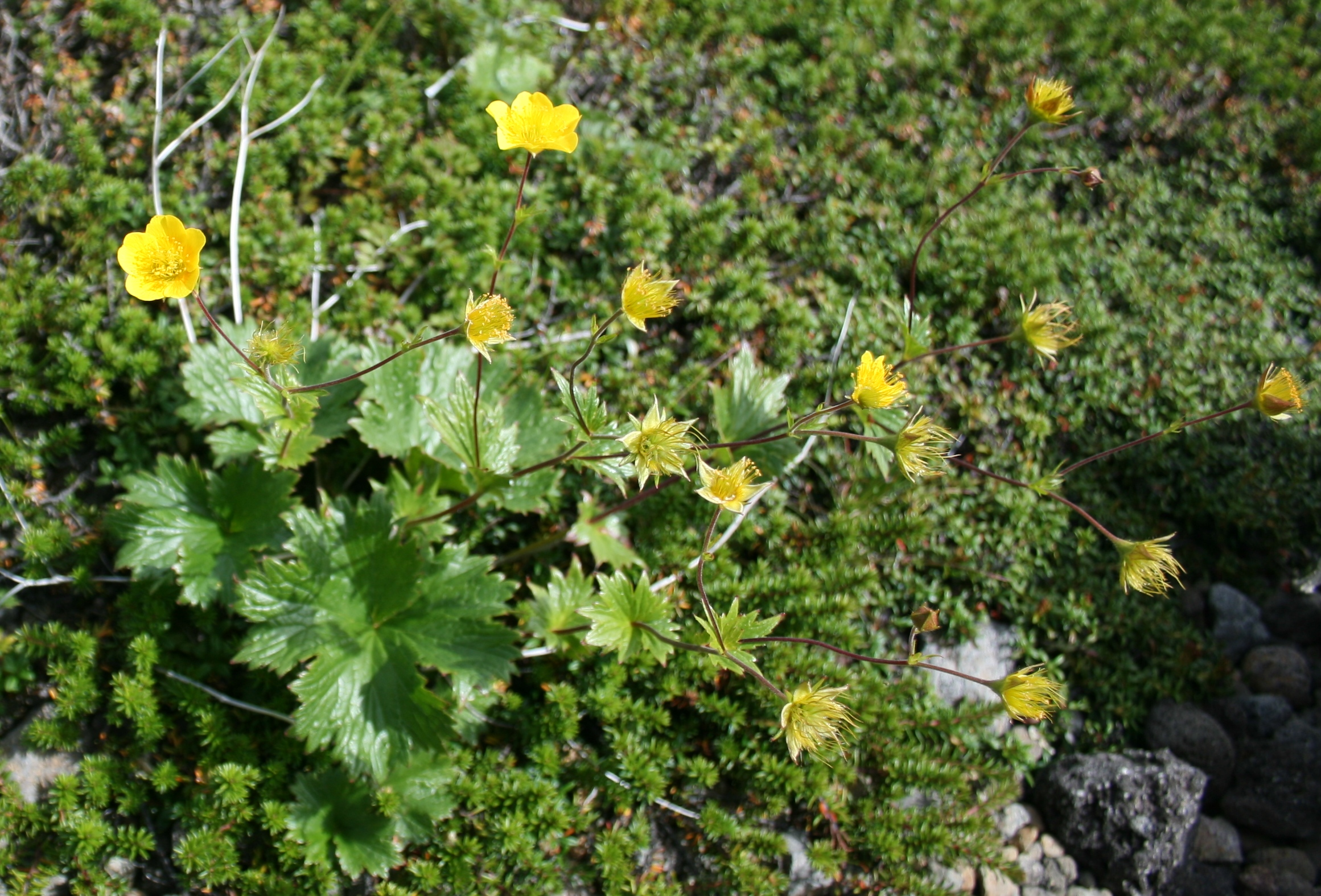
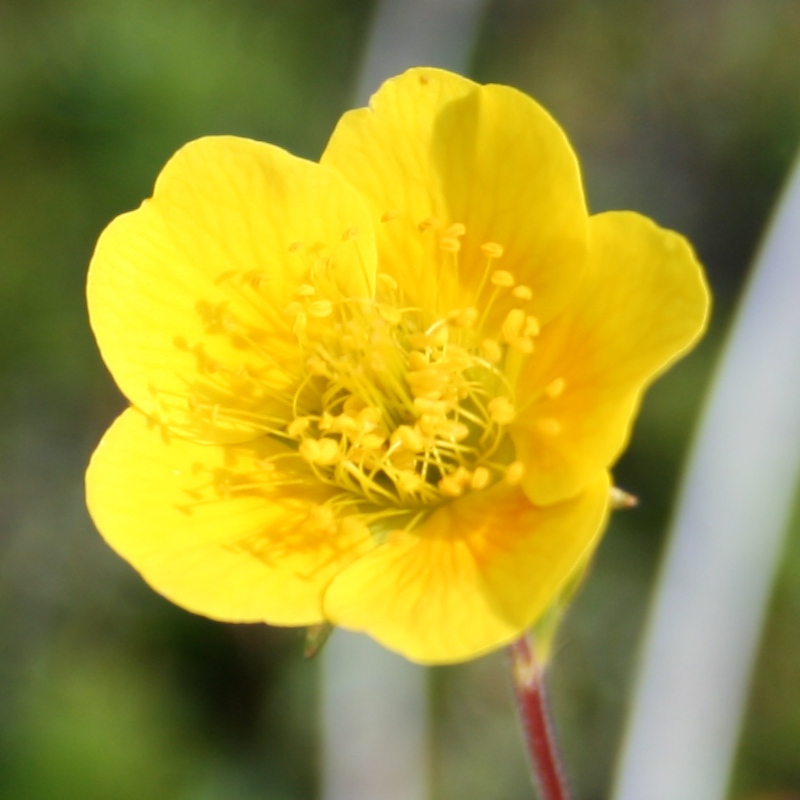
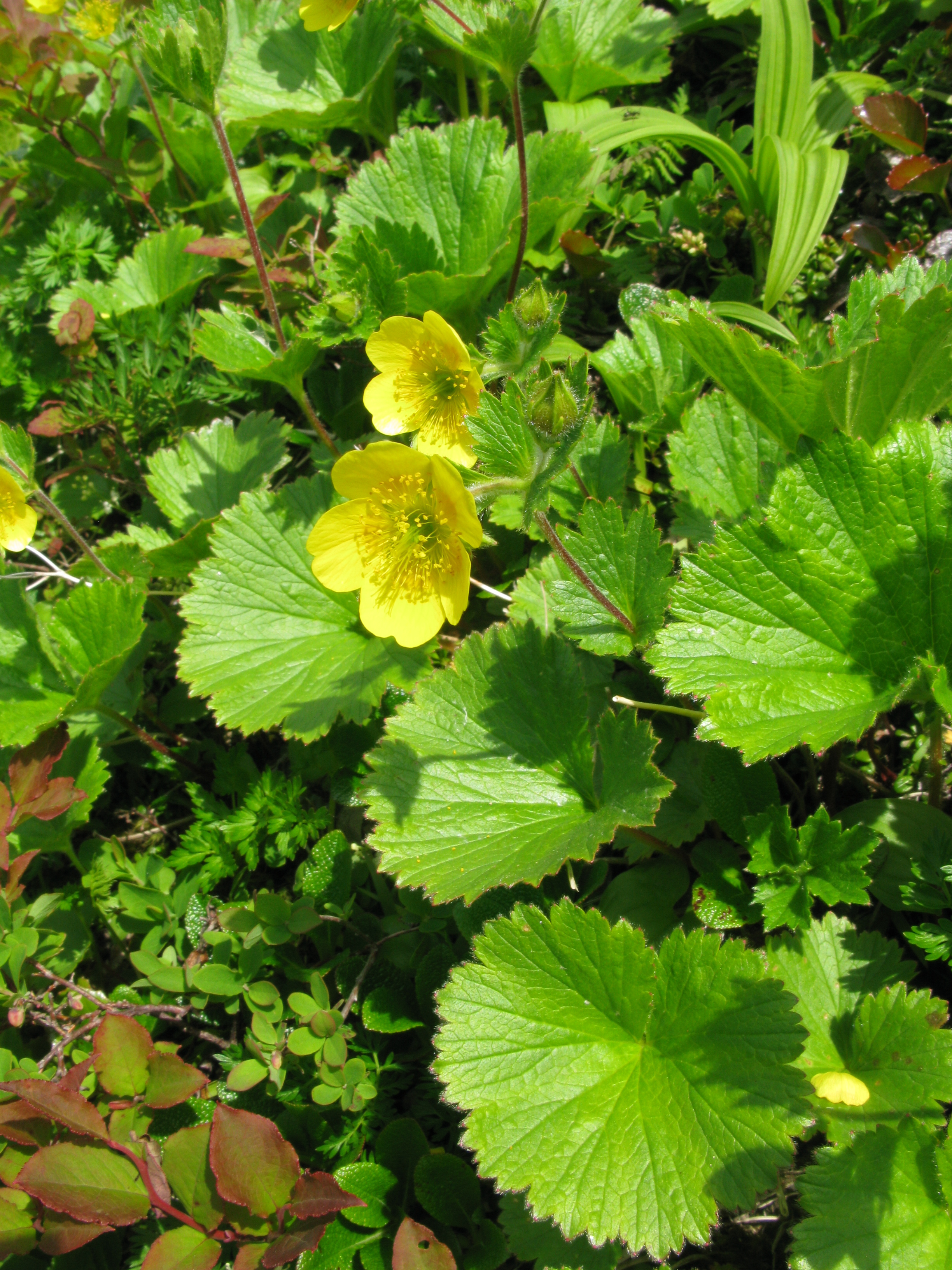
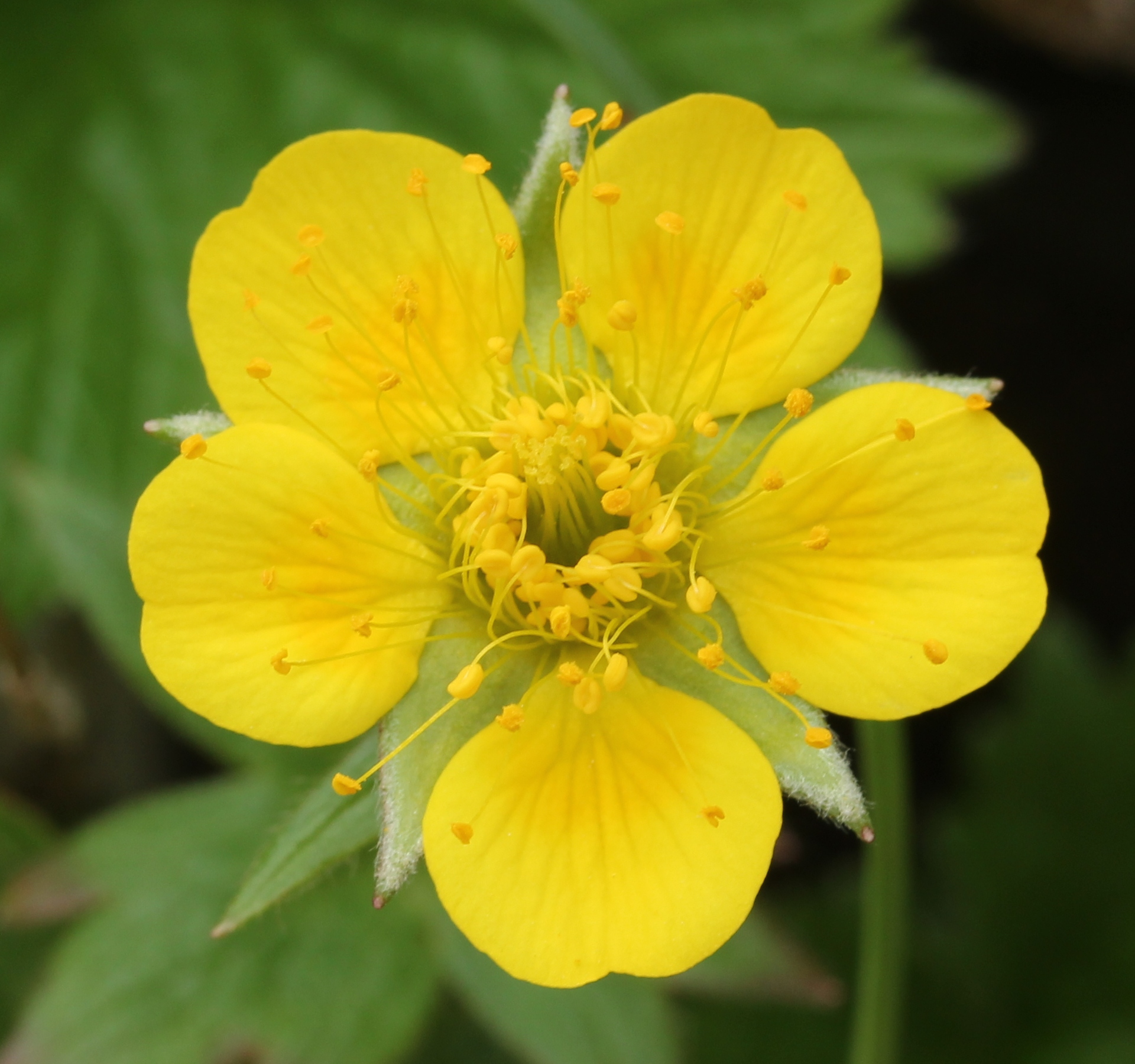